# Adlector
Adlector va ser un ofici del període imperial romà.
Un adlector era un funcionari recol·lector de les taxes imperials a les províncies, sota els emperadors romans. Aquesta funció no va existir durant la República i els inicis de l'Imperi. La seva funció es descriu al Codi Teodosià.